# 880 Herba
880 Herba è un asteroide della fascia principale. Scoperto nel 1917, presenta un'orbita caratterizzata da un semiasse maggiore pari a 3,0016546 UA e da un'eccentricità di 0,3217612, inclinata di 15,13328° rispetto all'eclittica.
Il suo nome fa riferimento ad una divinità della mitologia greca.